# Вакац
Вакац (дигор. Уæхъæцæ, ирон. Уæхъæц) — село в Ирафском районе Республики Северная Осетия — Алания. Входит в состав Махческого сельского поселения.

## География
Село расположено в южной части района, на левом берегу реки Айгамуга, у впадения в него речки Галауз. Находится в 35 км к югу от районного центра — Чикола и в 102 км к юго-западу от города Владикавказ, у подножия горы Хошхинхох (3245 м). У села находится самотёчная скважина Скоттат.

## История
Точную дату основания селения определить трудно, однако ряд архитектурных достопримечательностей и местные легенды говорят о том, что селение существовало уже в аланский период. Ярким примером такой архитектуры является фамильная сторожевая башня Миндзаевых и Цакоевых, а также склеповый комплекс расположенный в центре села.. Но основное свое развитие селение получило в начале XX века, когда в соседнем селе Фаснал была построена обогатительная фабрика. А чуть выше селения Вакац, по реке Галауз, располагалась геолого-разведывательная партия, руины которой до сих пор сохранились.
В селе насчитывалось около восьмидесяти дворов, к 2019-му году осталось девять. Проживали фамилии Хадаевых, Цакоевых, Калуховых, Койбаевых, Киргуевых, Тамаевых, Дзидзоевых, Амилахановых и других.

## Население
| 2002 | 2010 | 2021 |
| ---- | ---- | ---- |
| 87   | →87  | ↗103 |

## Известные уроженцы
- Койбаев Николай Давидович (1907—1937) — первый секретарь Северо-Осетинского обкома ВЛКСМ, а затем и Северного Кавказа. В 1935 году назначается секретарем Колайского района Крымской АССР, за свою деятельность награждён орденом Ленина.[9]

## Инфраструктура
Туризм.

## Достопримечательности
Вблизи сёл Махческ, Вакац, Фаснал находятся объекты культурного наследия федерального значения (археология):
1. Погребения в грунте
2. Погребения в каменных ящиках
3. Погребения в склепах

В самом селе находится архитектурный комплекс-объект культурного наследия регионального значения (архитектура), состоящий из:
1. Сторожевая башня
2. Укрепленная усадьба Тугановых
3. Сторожевая башня Тугановых
4. Склеп Цакоевых
5. Склеп полуподземный
6. Склеп наземный
7. Склеп башенный
8. Склеп
9. Склеп двухкамерный